# Livingstonův ostrov
Livingstonův ostrov (Livingston Island) je druhý největší ostrov souostroví Jižní Shetlandy v západní Antarktidě. Objevil jej 19. února 1819 britský lovec tuleňů a obchodník William Smith. Krátce po něm už zde probíhal lov tuleňů.

## Geografie
Ostrov měří od Start Point na západě po východní Renier Point 73 kilometrů. Šířka dosahuje od 5 km mezi South Bay a Hero Bay až po 34 km mezi Botev Point na jihu a Williams Point na severu, rozloha je 974 km². Leží západně od sousedního Greenwich Island a severně od ostrova Deception.
Livingstonův ostrov leží v Jižním oceánu asi 110 kilometrů na severozápad od mysu Roquemaurel na antarktické pevnině, 809 km jihojihovýchodně od Hornova mysu v Jižní Americe, 820 km jihovýchodně od ostrovů Diega Ramireze, asi 1000 kilometrů jižně od Falkland, 1600 kilometrů jihozápadně od Jižní Georgie a 3000 km od jižního pólu.
Nejvyšším místem je se 1700 metry vrchol hory Mount Friesland v pohoří Tangra. Teploty v létě většinou nepřesahují 3 °C, v zimě padají k –14 °C.
V současnosti se na ostrově nachází výzkumné stanice: španělská Juan-Carlos-I., bulharská Sv. Kliment Ochridský a argentinská Camara. Ostrov je zastávkou při okružních výletních plavbách po Antarktidě, avšak v souladu s Antarktickým smluvním systémem zde platí striktní režim a vstup je povolen jen pro vědecké účely a na zvláštní povolení.

## Podrobná mapa
- L. L. Ivanov: Antarctica: Livingston Island and Greenwich, Robert, Snow and Smith Islands. Topografická mapa v měřítku 1:120.000. Manfred-Wörner-Stiftung, Troyan, 2009, ISBN 978-954-92032-6-4
- L.L. Ivanov. Antarctica: Livingston Island and Smith Island. Scale 1:120000 topographic map. Manfred Wörner Foundation, 2017. ISBN 978-619-90008-3-0